# Zandkreekdam

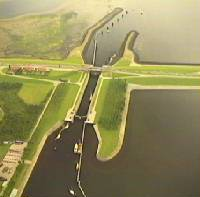
Sluis in de Zandkreekdam

De Zandkreekdam is een afsluitdam in de Zandkreek tussen Kats op Noord-Beveland en Wilhelminadorp op Zuid-Beveland aan de Oosterscheldekant van het Veerse Meer. De Zandkreekdam is 830 meter lang, en is het tweede bouwwerk van de Deltawerken.

## Noodzaak van de Zandkreekdam
De aanleg van de Zandkreekdam maakte deel uit van het Drie Eilandenplan dat vanaf de jaren dertig werd ontwikkeld om Walcheren en Noord- en Zuid-Beveland met elkaar te verbinden.
Na de Watersnood van 1953 werd dat plan opgenomen in de Deltawerken en het Drie Eilandenplan werd als eerste onderdeel uitgevoerd. Het Deltaplan maakt onderscheid tussen hoofdafsluitingen (die nodig waren om de veiligheid te garanderen) en nevenafsluitingen (die nodig waren om uitvoering van de hoofdafsluitingen mogelijk te maken). De Zandkreekdam is een nevenafsluiting om sluiting van het Veerse Gat mogelijk te maken. Dit omdat bij een wel al afgesloten Veerse Gat en een nog open Oosterschelde (of andersom) de getijstromen de Zandkreek in zeer korte tijd tot ver buiten de bestaande begrenzingen zouden hebben uitgeschuurd. Door een dam te leggen ter plaatse van het wantij, waar de vloedstroom door het Veerse Gat die door de Oosterschelde ongeveer ontmoet, wordt dit voorkomen. Vergelijkbare overwegingen hebben geleid tot het bouwen van de Grevelingendam en de Volkerakdam.

## Ontwerp en aanleg van de dam
Met de bouw werd in 1959 begonnen. Er werd gebruik gemaakt van eenheidscaissons van 11 meter lang, 7,5 meter breed en 6 meter hoog. Vanwege het gebruik van de eenheidscaissons was de maximale diepte van het sluitgat NAP −5 meter; daarom is er een drempel gestort tot die diepte. Op 3 mei 1960 werden in het sluitgat twee gekoppelde caissons afgezonken, waarmee de afsluiting een feit was. Na de sluiting is de dam afgewerkt door opspuiten van een zandlichaam, afgedekt met een kleibekleding met een helling 1:4, met een berm op NAP +2,5 mter en een kruin op NAP +8,25 meter.
De dam werd op 1 oktober 1960 geopend door commissaris van de Koningin in Zeeland, jonkheer A.F.C. de Casembroot.
In de periode na het jaar 2000 onderging de dam een aantal belangrijke aanpassingen.

## Sluis en brug
Behalve een dam is er ook een sluis bij Kats gebouwd. Hierdoor is scheepvaart nog steeds mogelijk. De sluiskolk is 20 meter breed en de schutlengte bij eb is 140 meter en 152 meter bij vloed.
De brug over de sluis kon voor lange wachttijden zorgen voor het verkeer over de drukke weg die over de Zandkreekdam loopt (de N256, de doorgaande weg tussen de Zeelandbrug en de autosnelweg door Zuid-Beveland). Daarom werd er in 2002 een tweede brug bij de sluis gebouwd, zodat, als de ene brug openstaat, het verkeer kan doorstromen over de andere brug.

## Spuisluis
Tevens werd er in 2004 een afsluitbare doorlaatkoker in de dam gemaakt met de naam Katse Heule. De naam van het doorlaatmiddel komt van het nabijgelegen dorp Kats en het woord ‘Heule’ dat Zeeuws is voor waterdoorlaat. De doorlaat heeft twee afsluitbare openingen van 5,5 meter breed en 3 meter hoog en is 82 meter lang waardoor een wateruitwisseling van gemiddeld 40 m³ per seconde mogelijk is. Hierdoor nam het zoutgehalte toe naar 14-16 gram Cl-/liter, en is er een getij van ongeveer 10 centimeter ontstaan. Dit moet leiden tot een verbetering van de waterkwaliteit in het Veerse Meer.